# Tillabéri
Tillabéri (también escrito Tillabéry) es una localidad en el noroeste de Níger. Está situado a 120 km al noroeste de la capital, Niamey, sobre el río Níger. Es una importance ciudad de mercado y centro administrativo, siendo la capital del Departamento de Tillabéri y de la Región de Tillabéri. La ciudad tiene una población superior a los 16.000 habitantes en el censo de 2001.

## Jirafas
El área acogió poblaciones de jirafas hasta los años 1980.